# Xenocranium
Xenocranium — монотипний рід вимерлих епоікотероїдних ссавців, скам'янілості яких були знайдені в пізньому еоцені американського штату Вайомінг. Єдиний вид — Xenocranium pileorivale.
Анатомія Xenocranium pileorivale має багато рис, які вказують на підземний спосіб життя. 